# Joy Global
Joy Global Inc (Джой Глобал Инк.), ныне Komatsu Mining Corp. — американская компания, которая производит и обслуживает землеройно-транспортные машины для подземных и открытых горных работ и занимается продажей запчастей. Входит в список Fortune 1000 компаний.

## История
Компания возникла в Милуоки, штат Висконсин в конце 1880-х годов. В то время среди предпринимателей там были А.Павлинг и Г. Харнисхефер  .
В 1887 году, Павлинг и Харнисхефер начали восстановливать мостовые краны после аварии . Восстановленный кран заменил сложную систему веревок и блоков, которые не удалось[что?] с упрощённой системой двигателей и коробок передач. Вскоре после этого, Павлинг и Харнисхефер начали строить свою линию мостовых кранов для производства и складских операций.
Тем временем, в Мэриленде 12-летний Джозеф Френсис Джой пошёл работать в угольной шахте, постепенно он начал придумывать различные приспособления для облегчения шахтёрского труда
В течение XX века фирма Джоя развивалась; к 1997 приобрела фирмы Паулинга  и Харнисфегера.
21 июля 2016, Комацу согласился купить Джой Глобал Инк. за $2,89 млрд, или 28.30 $за акцию в денежной форме через средства в кассе и банковские кредиты, 20% премии за компании по цене закрытия $23.55 на 20 июля. После покупки Joy Global была переименована в Komatsu Mining Corp.

## Joy Global в России
Прямые поставки оборудования компании Joy в Россию начались с 1993 года, до этого продавали посредники. Это были проходческие комбайны непрерывного действия и самоходные вагоны для шахты Распадская и ИК Соколовская. В 1997г. в г. Ленинск-Кузнецкий был основан первый в России сервисный центр иностранной компании по сервисному обслуживанию и ремонту горнодобывающего оборудования.
В 2015 г открыт завод по ремонту оборудования площадью 11 тыс м² в пос.Калачево Прокопьевского района Кемеровской области. Более 100 единиц оборудования эксплуатируется в России и СНГ, 200 человек численность персонала в РФ. Офисы расположены в гг Кемерово и Москва. Сервисные отделения в Ростовской области, Воркуте, Хабаровском крае